# 덴마크 왕립극장

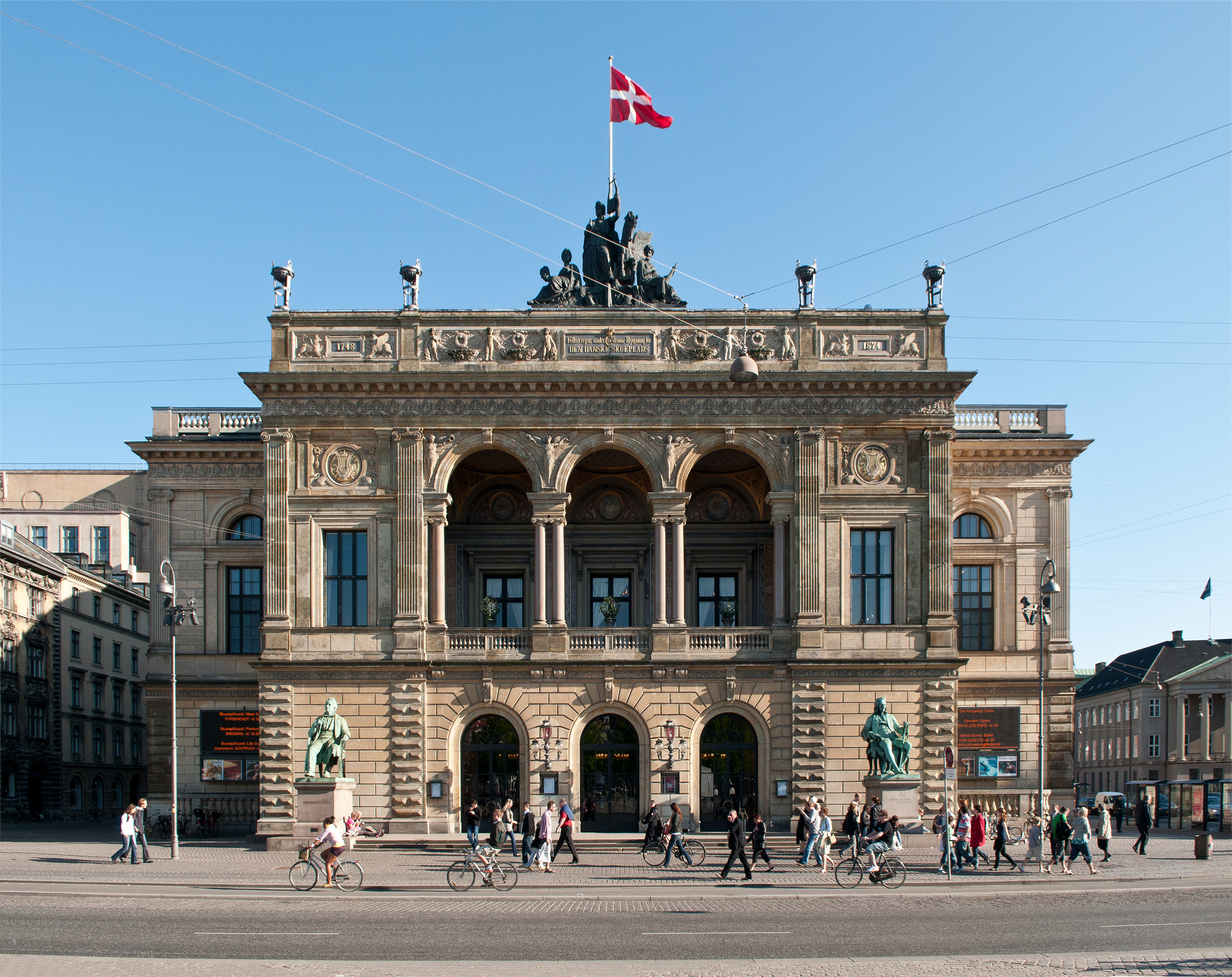
덴마크 왕립극장

덴마크 왕립극장(덴마크어: Det Kongelige Teater)는 덴마크 코펜하겐에 위치한 극장이다.

## 같이 보기
- 코펜하겐 오페라 하우스